# عبد المولى برابح
عبد المولى برابح هو لاعب كرة قدم مغربي من مواليد 21 أبريل 1990 بمدينة بركان، يشغل مركز لاعب وسط بنادي سريع وادي زم.

## إنجازاته
```
الرجاء الرياضي
 :
```

- الدوري المغربي الممتاز
  - البطولة : 2011

المغرب الفاسي :
- كأس الكونفيدرالية الأفريقية
  - البطولة : 2011
- كأس العرش المغربي
  - البطولة : 2011
- كأس السوبر الأفريقي
  - البطولة : 2012

## روابط خارجية
- عبد المولى برابح على موقع قاعدة بيانات كرة القدم.إي يو (الإنجليزية)
- عبد المولى برابح على موقع ناشيونال فوتبول تيمز (الإنجليزية)

- معلومات عبد المولى برابح على موقع كووورة